# It's in the Water
Pour plus de détails, voir Fiche technique et Distribution.
It's in the Water est un film américain réalisé par Kelli Herd, sorti en 1997.

## Synopsis
L'action se passe dans une petite ville provinciale des États-Unis, Azalea Springs, qui semble coincée dans le passé. La ligue des femmes aisées décide de faire du bénévolat à l'hôpital Hope House. Alex, fille d'un couple aisé et épouse de Robert, y allait déjà rendre visite à Bruce, un ami décorateur atteint du sida. Alex y rencontre une nouvelle infirmière, Grace, une amie de lycée perdue de vue. 
Lors d'une soirée, Spencer, l'un des homosexuels déclarés de la ville, fait croire que c'est l'eau du robinet qui rend homosexuel. La rumeur court et le journal local s'en empare. La ligue et le père Daniel réclament la fermeture de l'unité de soins aux malades du sida. 
Grace et Alex se revoient, Grace explique que son mari l'a quittée quand il a découvert qu'elle avait une liaison avec une autre femme. Cela amène Alex à se poser des questions sur ses relations avec son mari, devenues inexistantes, et ses propres désirs.
Parallèlement, Mark, le fils du directeur du journal, fréquente un groupe d'ex-gays animé par le père Daniel. Il y fait la connaissance d'un peintre, Thomas. Mark l'engage pour refaire ses peintures, et Thomas lui demande en échange de dîner ensemble. Ils se réveillent le lendemain dans le studio de Thomas.
Alex a avoué ses sentiments à Grace, mais une amie d'Alex, Sloan, les a surprises en train de s'embrasser. Plus personne ne veut parler à Alex, son mari ferme ses comptes et reprend sa voiture qui était à son nom à lui. Alex et Mark se retrouvent en boîte de nuit, et découvrent que Ray Ray, l'ami d'enfance d'Alex, le frère de la domestique de ses parents, est devenu drag queen. Grâce à lui, Mark découvre que le père Daniel fréquente un groupe gay SM. Il force son père à publier cette révélation ainsi qu'un démenti de la rumeur selon laquelle l'eau d'Azalea Springs rendrait homosexuel.
Bruce meurt de complications liées au sida. Son enterrement est l'occasion pour les LGBT de la ville de montrer qu'elles assument leur vie.

## Fiche technique
- Titre : It's in the Water
- Réalisation : Kelli Herd
- Scénario : Kelli Herd
- Producteur :
- Production : Kelli Herd Film Company Inc.
- Musique :
- Pays de production :  États-Unis
- Langue originale : anglais américain
- Lieux de tournage : Gainesville, Dallas, Texas, États-Unis
- Format : couleurs
- Genre : Comédie, romance saphique
- Durée : 100 minutes (1 h 40)
- Dates de sortie :
  - États-Unis :
    - 21 juin 1997 au Festival du film Frameline
    - juillet 1997 au Philadelphia QFest
    - 30 janvier 1998

  - Finlande : 24 octobre 1997 (Turku Pervoplanet Film Festival)
  - Allemagne : 15 novembre 1999
  - Afrique du Sud : 14 mars 2004 (Johannesburg Pride South Africa Gay and Lesbian Film Festival)

## Distribution
- Keri Jo Chapman : Alex Stratton
- Teresa Garrett : Grace Miller
- Derrick Sanders : Mark Anderson
- Timothy Vahle : Tomas
- Barbara Lasater : Lily Talbott
- Nancy Chartier : Sloan
- Beverly May : Vivien Bracken
- Kathy Morath : Pamela Hughs
- Matthew Tompkins : Robert Stratton
- John Hallum : Spencer
- Larry Randolph : Bruce
- Susan Largo : Elizabeth Miller
- Liz Mikel : Viola Johnson
- Dion Culberson : Ray Ray Johnson
- John Addington : Brother Daniel

## Autour du film
- Lorsqu'Alex se pose des questions sur le lesbianisme, elle loue les vidéos de plusieurs films lesbiens classiques : Desert Hearts, Lianna, Personal Best, Heavenly Creatures, Bar Girls, Claire of the Moon, The Incredibly True Adventure of Two Girls in Love[1].

## Récompenses et distinctions
Le film a reçu le prix du meilleur film au Philadelphia International Gay & Lesbian Film Festival 1997.